# مارك وليامز (مغني)
مارك وليامز (بالإنجليزية: Mark Williams)‏ هو مغني نيوزيلندي، ولد في 21 أغسطس 1954 في Dargaville ‏ في نيوزيلندا.

## وصلات خارجية
- مارك وليامز على موقع ميوزك برينز (الإنجليزية)
- مارك وليامز على موقع ديسكوغز (الإنجليزية)